# Evergreen Cemetery (Morristown, New Jersey)
Evergreen Cemetery ist ein Friedhof angrenzend an der Morristown Historic District in Morristown, im Morris County des US-Bundesstaates New Jersey. Dieser Friedhof in dem westlich von New York City gelegenen Ort weist eine Reihe von Gräbern bekannter Persönlichkeiten auf.

## Bestattete Persönlichkeiten
- Frank D. Abell (1878–1964), Bankier und Politiker[1]
- Karl Behr (1885–1949), Profitennisspieler, Bankier und Überlebender des Untergangs der RMS Titanic
- Joseph Bushnell Ames (1878–1928), Autor
- George T. Cobb (1813–1870), Abgeordneter im 4. Kongresswahlbezirk von New Jersey von 1861 bis 1863 und Bürgermeister von Morristown von 1865 bis 1869.[2]
- Philip H. Cooper (1844–1912), Rear Admiral der United States, Superintendent of the United States Naval Academy von 1894 bis 1898 und Commander-in-Chief der United States Asiatic Fleet von März bis Juli 1904
- Augustus William Cutler (1827–1897), Abgeordneter im U.S. House of Representatives aus New Jersey von 1875 bis 1879.[3]
- George Goelet Kip, Anwalt
- Emile Henry Lacombe (1846–1924), Richter am United States Court of Appeals for the Second Circuit.
- James H. McGraw (1860–1948), Verleger und Mitbegründert der heutigen The McGraw-Hill Companies.
- Alice Duer Miller (1874–1942), Dichterin und Schriftstellerin, Autorin von The White Cliffs  (1940)
- Mahlon Pitney (1858–1924), Associate Justice am Supreme Court of the United States
- Theodore Fitz Randolph (1826–1883), United States Senator.[4]
- George Theodore Werts (1846–1910), Gouverneur von New Jersey von 1893 bis 1896.

## Belege
1. ↑   Funeral services will be held Tuesday for Frank D. Abell, 23. November 1964 (amerikanisches Englisch).
2. ↑  George T. Cobb Biographical Directory of the United States Congress. Abgerufen am 13. Mai 2025.
3. ↑  Augustus William Cutler Biographical Directory of the United States Congress. Abgerufen am 13. Mai 2025.
4. ↑  Theodore Fitz Randolph Biographical Directory of the United States Congress. Abgerufen am 13. Mai 2025.

Koordinaten: 40° 48′ 16,2″ N, 74° 28′ 14,9″ W